# City of Hope
Pour plus de détails, voir Fiche technique et Distribution.
City of Hope est un film américain de John Sayles sorti en 1991.

## Synopsis
Portrait de la société américaine urbaine par le biais des entrelacs entre politiciens, promoteurs, policiers, chômeurs, célibataires, Italiens, noirs, hispaniques, enfants...

## Fiche technique
- Titre : City of Hope
- Réalisation : John Sayles
- Scénario : John Sayles
- Production : Sarah Green, Maggie Renzi
- Sociétés de production : Esperanza Films, Samuel Goldwyn Films (en)
- Musique : Mason Daring
- Photographie : Robert Richardson
- Montage : John Sayles
- Décors : Dan Bishop et Dianna Freas
- Pays d'origine : États-Unis
- Format : Couleurs - 2,35:1 - 35 mm
- Genre : Film choral
- Durée : 129 minutes
- Date de sortie : 1991

## Distribution
- Vincent Spano (VF : Michel Vigné) : Nick Rinaldi
- Stephen Mendillo : Yoyo
- Chris Cooper : Riggs
- Tony Lo Bianco : Joe Rinaldi
- Joe Morton : Wynn
- Charlie Yanko : Stavros
- Jace Alexander (VF : Jean-François Vlérick) : Bobby
- Todd Graff : Zip
- Scott Tiler : Vinnie
- John Sayles : Carl
- Frankie Faison : Levonne
- Gloria Foster : Jeanette
- Tom Wright (en) : Malik
- Angela Bassett : Reesha
- David Strathairn : Asteroid
- Maggie Renzi : Connie
- Marianne Leone : Joann
- S.J. Lang : Bauer
- Anthony John Denison : Rizzo
- Kevin Tighe : O'Brien
- Barbara Williams : Angela
- Eileen Lynch : Dawn
- Bob North : District Attorney
- Michael Mantell : Zimmer
- Randle Mell : Simms
- Josh Mostel : Mad Anthony
- Rose Gregorio : Pina
- Gina Gershon : Laurie Rinaldi

## Tournage
- John Sayles fait le choix esthétique d'un important recours aux plans séquences, dans lesquels fréquemment plusieurs protagonistes se croisent sans se connaître.